# Anfiteatro de Pula
El anfiteatro de Pula, también conocido como Pula Arena, es un anfiteatro romano ubicado en la ciudad croata de Pula. Se trata del único anfiteatro conservado que cuenta con cuatro torres y con los tres órdenes arquitectónicos clásicos perfectamente preservados en altura. Fue levantado entre el año 27 a. C. y el 81 d. C., y por sus dimensiones está entre los seis anfiteatros romanos más grandes que se pueden contemplar en la actualidad. Asimismo, es el edificio romano mejor conservado de toda Croacia, motivo por el que aparece representado en el reverso de los billetes de diez kuna desde el año 1993. El excelente estado de conservación de este edificio romano ha permitido estudiar a fondo las técnicas constructivas de la Antigua Roma. En la actualidad, el Pula Arena alberga la celebración de actuaciones musicales.

## Descripción

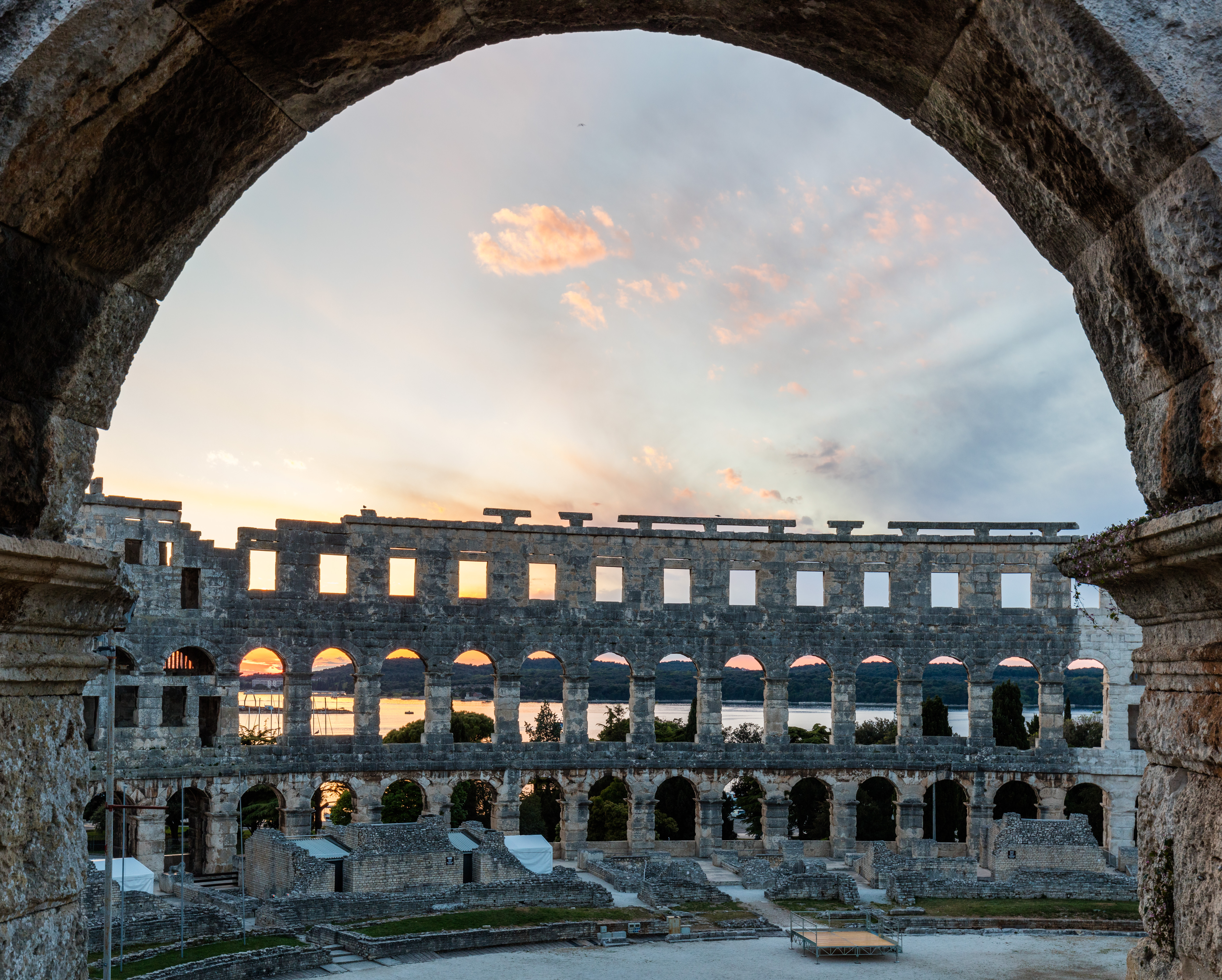
Los tres pisos de arquerías del lado que da hacia el mar.

Levantado junto al mar, los muros exteriores están hechos de sillares regulares de piedra caliza. La fachada que da hacia el mar tiene tres pisos y una altura máxima que ronda los 30 m, mientras que el resto de su perímetro tan solo tiene dos alturas porque aprovecha el desnivel del terreno. Los dos primeros niveles presentan 72 arcos de medio punto cada uno, mientras que el último cuenta con 64 arcos adintelados.
El eje mayor de la planta elíptica del anfiteatro tiene 132,45 m y el menor 105,1 m. La cávea (gradas) pudo acomodar en origen a unos 23 000 espectadores en sus 40 escalones, apoyados en parte en la pendiente que baja hacia la costa. La arena del recinto tiene unas dimensiones de 67,95 m por 41,65 m y queda separada de la cávea por un murete en el que se abren quince puertas. Debajo de la arena existen una serie de pasillos y dependencias subterráneas que en origen se empleaban para cobijar a las fieras y los gladiadores que intervenían en los espectáculos. Bajo las gradas también existen diversas dependencias y almacenes. 
Cada una de las cuatro torres tiene dos cisternas que se llenaban con agua perfumada, que se usaba tanto para abastecer una fuente como para rociar a los espectadores. Las gradas del anfiteatro podían cubrirse con velarii, unos grandes toldos que protegían a los asistentes del sol o la lluvia.

## Historia

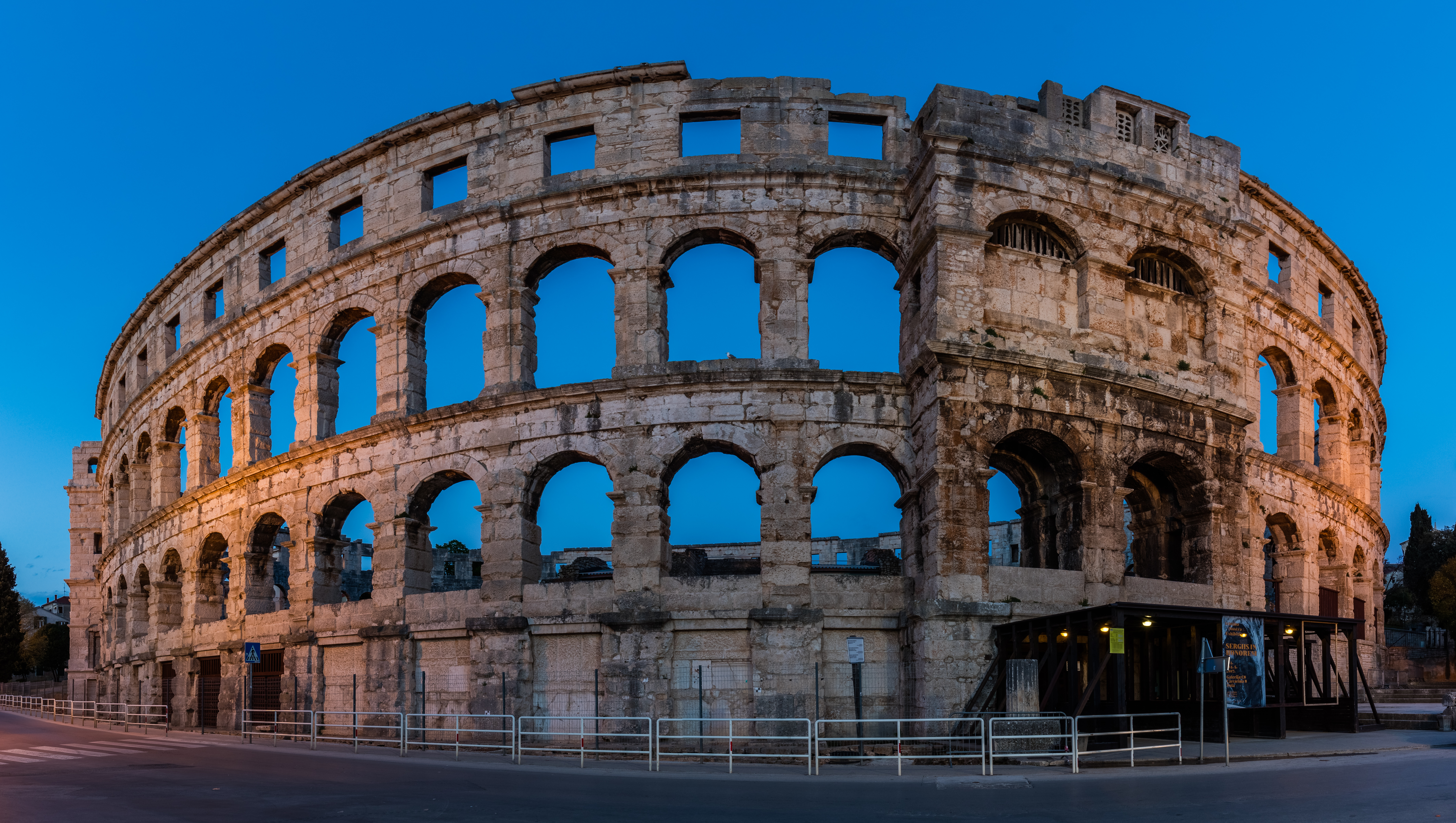
Exterior del anfiteatro.

El anfiteatro fue construido entre los años 27 a. C. y 81 d. C., cuando la ciudad de Pula, llamada por los romanos Pietas Julia, se convirtió en el centro del poder romano en la región de Istria. El recinto se levantó extramuros de la ciudad, junto a la Via Flavia, la calzada que comunicaba Pula con Aquilea y Roma.
El primer anfiteatro de la ciudad fue construido en madera durante el reinado de César Augusto, entre los años 2 y  14 d. C. Bajo el imperio de Claudio fue reemplazado por un pequeño recinto de piedra; en el año 79 el anfiteatro fue ampliado para albergar luchas de gladiadores y los trabajos estuvieron completados en el 81, durante el gobierno del emperador Tito.
En el siglo IV un cristiano llamado Germano fue martirizado en este anfiteatro. El recinto estuvo en uso hasta el siglo V, cuando el emperador Honorio prohibió las luchas de gladiadores, aunque hasta 681 se celebraron combates entre reos sentenciados a muerte y animales salvajes. Desde la caída del poder romano a finales del siglo V, el anfiteatro sufrió el expolio de sus piedras por parte de la población local, algo que estuvo sucediendo hasta que en el siglo XIII el patriarca de Aquilea prohibió el robo de piedras del edificio.

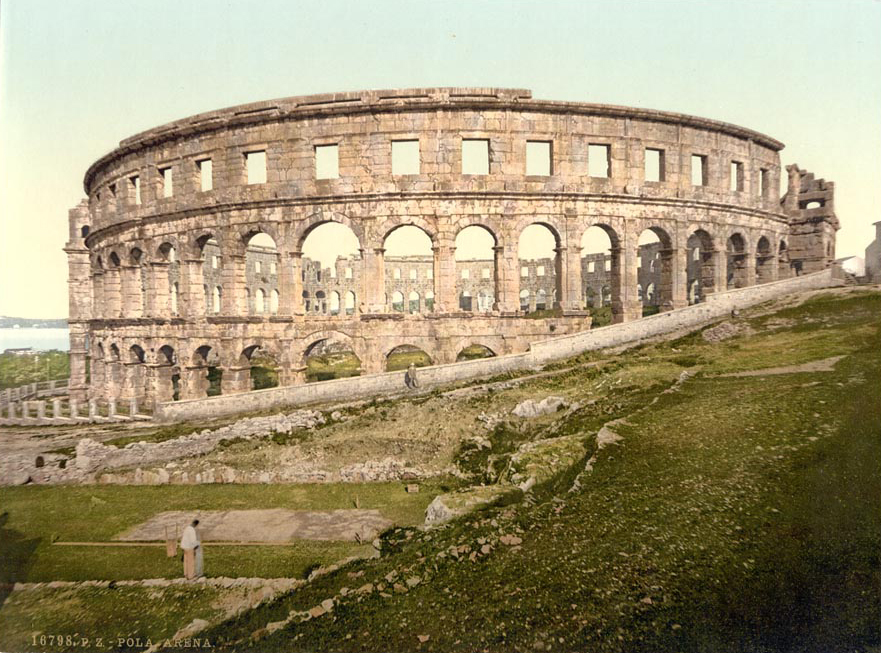
Foto antigua del anfiteatro en la que se aprecia el desnivel del terreno.

Durante la Edad Media, el interior de la arena se utilizó como recinto para ganado de pastoreo, para torneos ocasionales por parte de los caballeros de la Orden de Malta y para albergar ferias. En 1583 el senado de la República de Venecia propuso desmantelar el anfiteatro y reconstruirlo piedra a piedra en la propia Venecia, aunque la idea fue rechazada. En la actualidad existe una placa de piedra en la segunda torre que recuerda esta propuesta y celebra la oposición del senador veneciano Gabriele Emo a su ejecución. En 1709 se extrajeron del anfiteatro algunas piedras que se usaron en los cimientos del campanario de la catedral de Pula, aunque fue la última ocasión en que el edificio romano se usó como cantera.
A principios del siglo XIX, el general francés Auguste Marmont, gobernador de las Provincias Ilirias, comenzó la restauración del anfiteatro. Los trabajos continuaron desde 1816 bajo la dirección del italiano Pietro Nobile por encargo del emperador Francisco I de Austria. En 1932 el anfiteatro de Pula se adaptó para acoger producciones teatrales, paradas militares y todo tipo de actos públicos. En la actualidad sus gradas tienen cabida para 5000 espectadores y es un lugar habitual para la celebración de conciertos y algún que otro evento deportivo, como partidos de hockey sobre hielo.

## Galería de imágenes

Interior del anfiteatro
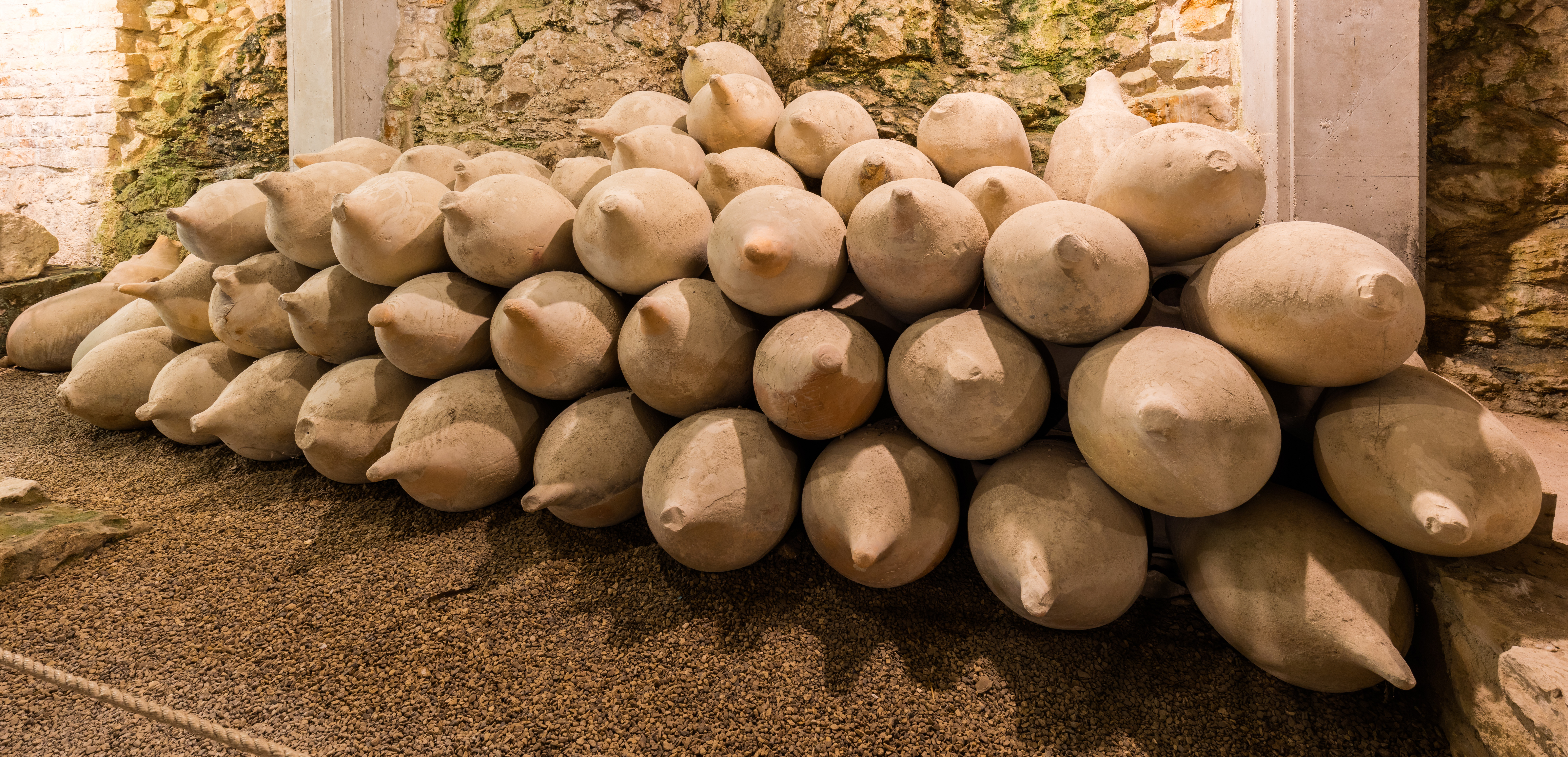
Ánforas expuestas en el museo bajo la arena
Vista de la parte superior
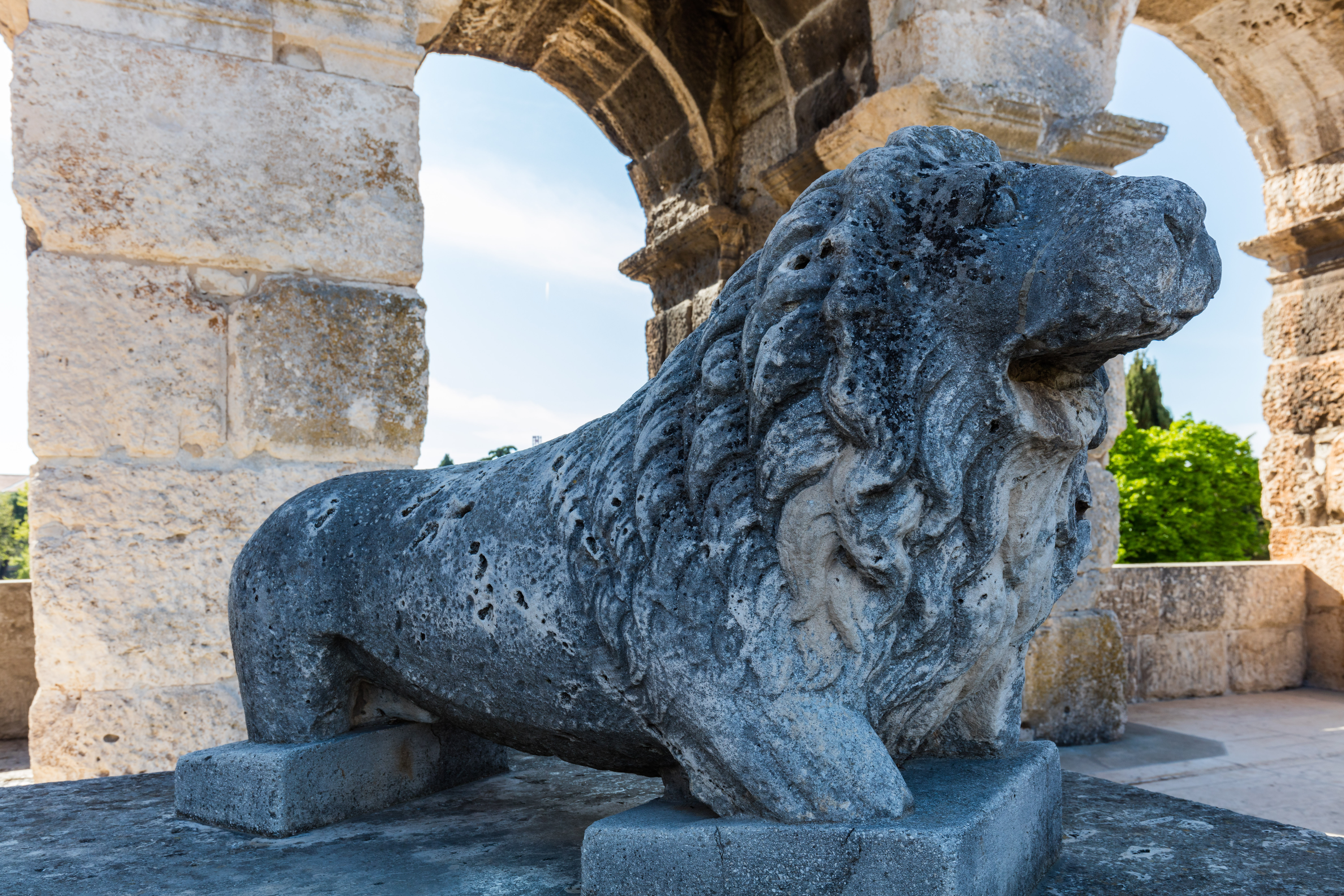
Escultura de un león
Vista de la arena
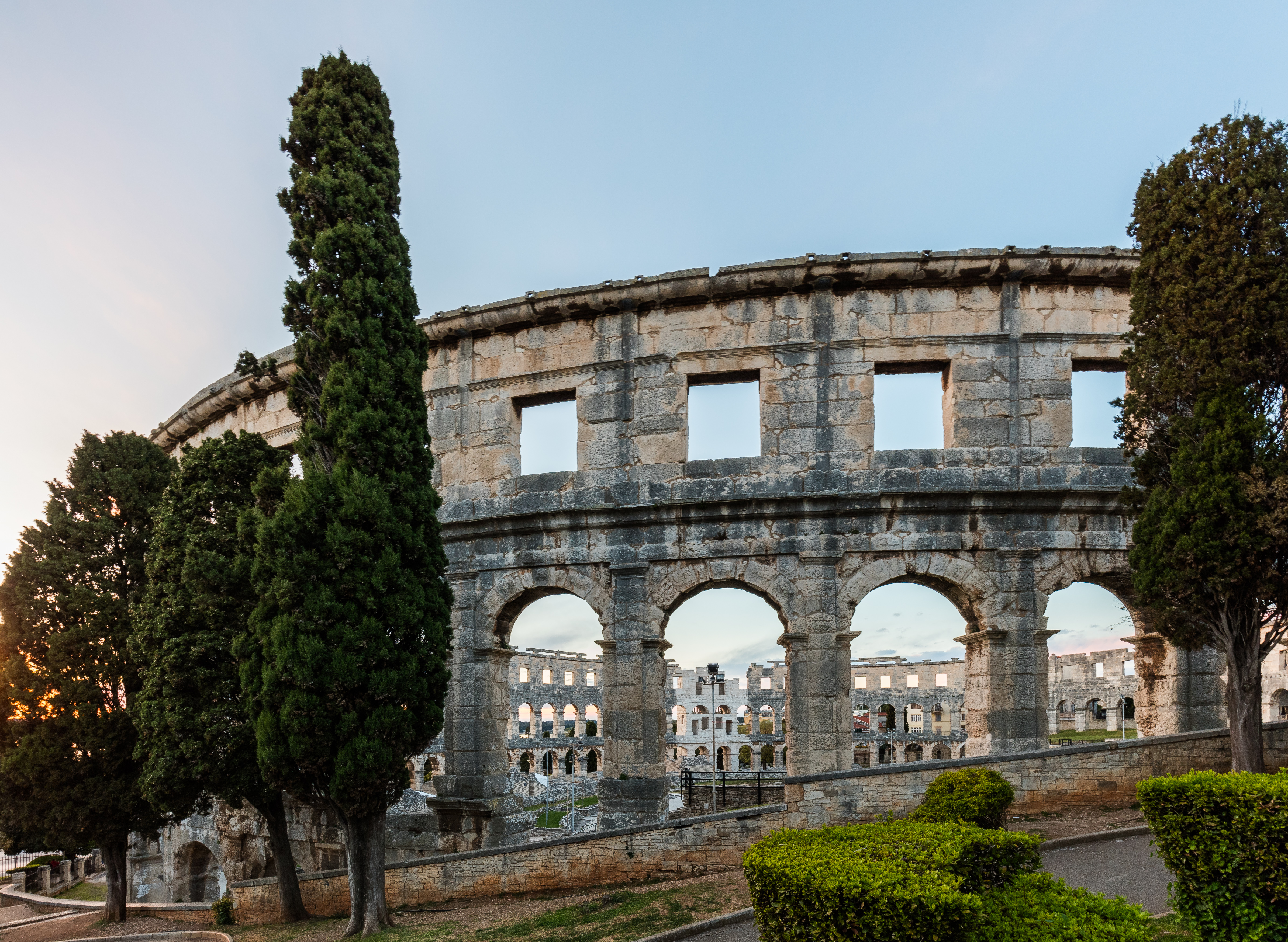
Vista del anfiteatro desde el exterior
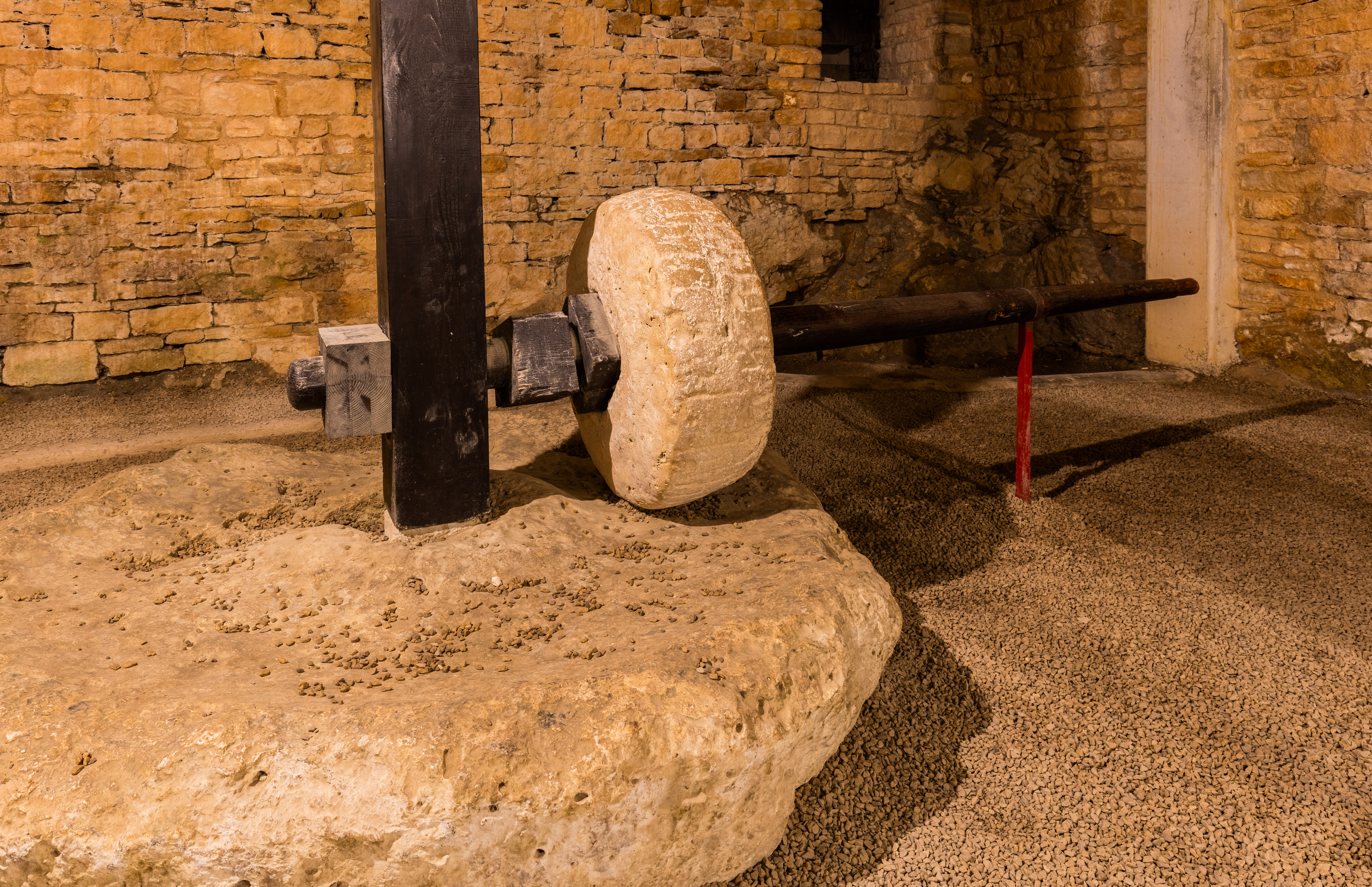
Molino en el museo